# اپی فرناندز
اپی فرناندز (انگلیسی: Epi Fernández; ۲۳ آوریل ۱۹۱۹ – ۱۲ ژوئن ۱۹۷۷) بازیکن سابق فوتبال اهل اسپانیا بود که در پست مهاجم برای باشگاه اسپانیایی والنسیا در لالیگا بازی کرد.
وی همچنین در تیم ملی فوتبال اسپانیا بازی کرده‌است.